# 杜阮玫瑰

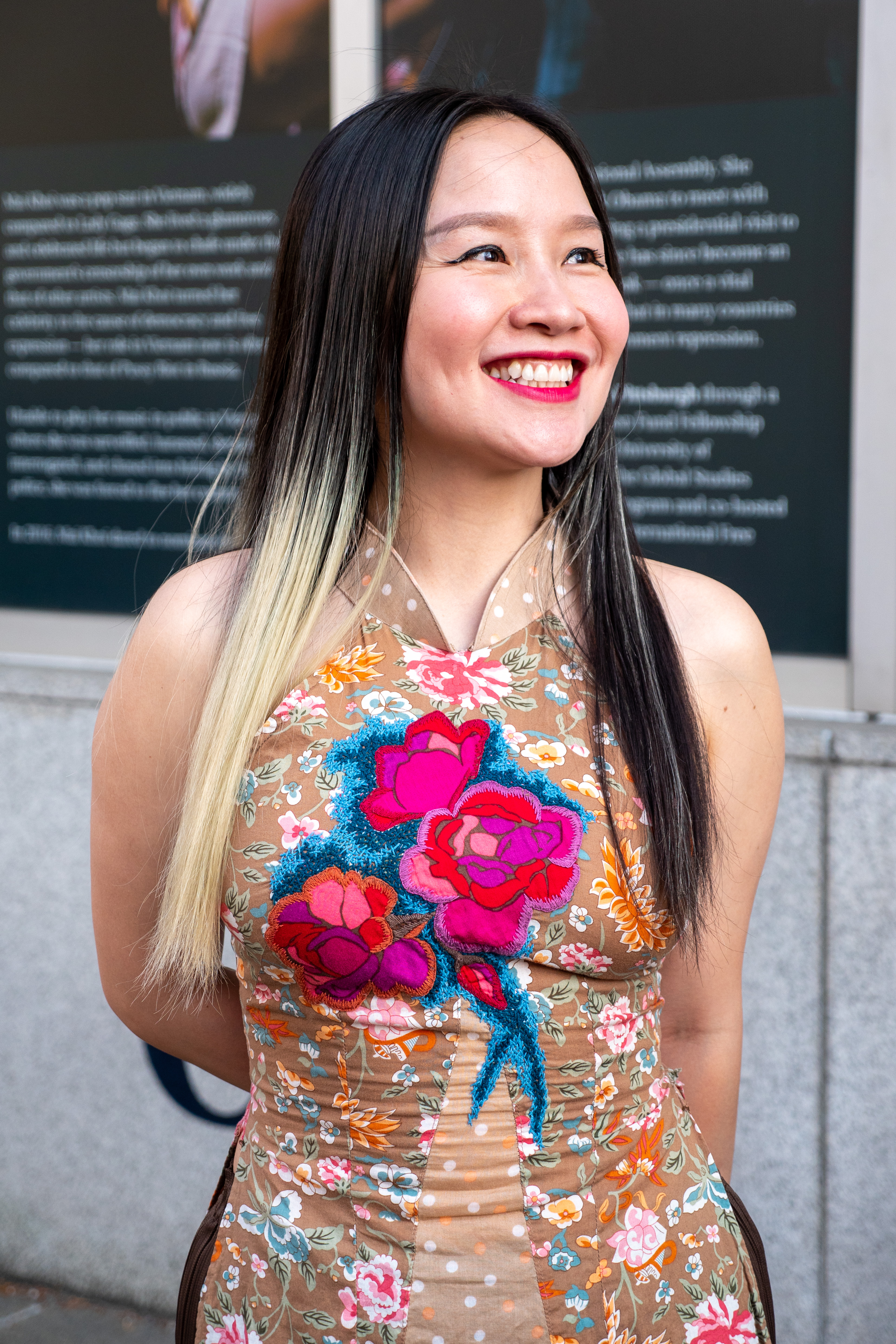

杜阮玫瑰（1982年12月11日—），通称玫瑰，越南歌手、艺人、政治活动家，被称为是“越南的Lady Gaga”，常常被与俄罗斯的暴动小猫相类比。杜阮玫瑰最初因所演唱的流行歌曲获奖而知名，2016年她以無黨派、自我提名的程序競選越南國會議員，旋即被越南政府取消參選資格並遭到封殺。她經常批評越南政府的言論審查制度，也曾因脸书和谷歌协助越南政府对互联网进行审查而对这两家企业进行批评。2018年获瓦茨拉夫·哈维尔创意异议人士奖。

## 生平
杜阮玫瑰出生在越南慶和省金蘭縣，在河內長大，從小熱愛彈吉他與歌唱，20歲開始進入流行歌壇。2010年，玫瑰獲得越南國營電視台頒發年度專輯獎，但她一直批評越南的審查制度，「我們做任何事情之前都要獲得政府許可，開演唱會、發專輯、辦宣傳活動等等都要先申請」，「開演唱會前，要先向文化部申請，通過之後，審查人員會來看彩排，我們必須在寥寥幾個官員面前表演整場，有一次，一位官員猛地站起來對我大罵『你不准穿那種衣服上台，要是你敢穿，我會讓你一輩子沒辦法唱歌！』」
2016年，杜阮玫瑰以無黨籍身份宣布參選國會議員，希望能進入體制內、改變審查制度，但因為候選人提名需經過所在單位、居住社區和越共控制的「祖國陣線」投票許可，最後「祖國陣線」取消她的參選資格，她旋即遭當局封殺。

## 活動

### 抗議川普訪越
美國總統川普（Donald Trump）2017年訪問越南時，杜阮玫瑰在河内街頭高舉「川普我向你撒尿」（Piss on you Trump）的牌子，第二天她便被警察驅出家中。

### 批評臉書和谷歌
在接受采訪時，杜阮玫瑰表示「有時我的貼文會被屏蔽。當局修訂《網路安全法》，也會派大批網軍舉報所有不利政府的言論。只要被盯上，帳號可能會被谷歌、臉書等大公司停掉，因為網路巨擘垂涎龐大的越南市場，對越南政府言聽計從」，「就網路言論自由這件事情，我過去一年來持續跟臉書合作，避免臉書利用社群規範來扼殺異議，他們有時候會回應我，但並不會付諸行動去改善。他們的回覆像是『這個帳號被停掉是對的，因為違反我們的社群規範』。當我詢問『到底是違反哪一條規範？』他們就會說『你必須自行詳閱社群規範條文。』」
杜阮玫瑰認為，谷歌、臉書處理舉報用戶的程序一點也不公開、透明，也不願意承擔對全球幾十億用戶的責任，在某種程度來說算是「獨裁」，「我覺得他們永遠拿不出像樣的證據，因為那不是事實。被網路巨擘禁言的那些記者、倡議人士都很專業，也知道怎麼寫文章才可以符合國家法律。但是這些大公司仍然可以拿一些荒唐的理由來鎖住異議人士的帳號」。「但我還是會盡全力去監督他們，要求他們做對的事。”

### 遭當局騷擾
被越南政府封殺後，杜阮玫瑰開始轉向地下演唱，不打任何廣告，只有十幾名觀眾知道日期與地點，然而國家機器強大的嚴密監控還是可以找到她，「警察兩度到我演出的地方盤查，他們直接切斷電源，現場頓時一片漆黑，他們甚至知道是誰替我策畫演出。」
由於參加社會活動，杜阮玫瑰屢次被警察趕出家門。2018年3月，杜阮玫瑰在歐洲開完演唱會，回到河內國際機場時，被當局逮捕拘留約8小時，同時警方闖入她家，沒收了所有新專輯成品。